# SN 2007qh
SN 2007qh – supernowa typu Ia odkryta 29 października 2007 roku w galaktyce A003930+0101. W momencie odkrycia miała maksymalną jasność 21,20m.